# Milasín
Milasín (in tedesco Millasin) è un comune ceco situato nel distretto di Žďár nad Sázavou, nella regione di Vysočina.